# Araneus himalayanus
Araneus himalayanus là một loài nhện trong họ Araneidae.
Loài này thuộc chi Araneus. Araneus himalayanus được Eugène Simon miêu tả năm 1889.